# Metirosine
Metirosine of metyrosine is een antihypertensivum, een middel dat bloeddrukverlagend werkt. Het is een inhibitor van het enzym tyrosinehydroxylase en remt daarmee de biosynthese van catecholamines. Het wordt in het bijzonder gebruikt om de hoge catecholamine-niveaus te onderdrukken die kunnen optreden bij patiënten met een feochromocytoom. Ook is metirosine in staat de aanmaak van melanine te remmen.
Het werkzame molecuul in metirosine is alfa-methyl-para-tyrosine of AMPT. De enzymatische activiteit van tyrosinehydroxylase wordt gereguleerd door de fosforylering van serineresiduen. AMPT kan deze enzymatische katalyse in voldoende concentraties volledig onderdrukken. In plaats van tyrosine, bindt AMPT aan het actieve centrum van het enzym, waardoor geen biologische respons wordt opgeroepen en de syntheseroute wordt verhinderd.
Merck & Co. bracht het onder de merknaam Demser op de markt als capsules voor orale toediening. Na de overname door Merck van Aton Pharma werden de rechten op Demser en een aantal andere geneesmiddelen voor zeldzame aandoeningen, overgedragen naar deze laatste. Aton Pharma werd later op haar beurt een onderdeel van Valeant Pharmaceuticals International, maar is Demser blijven verkopen.
Metyrosine is een chirale verbinding. De actieve isomeer is alfa-methyl-L-tyrosine. Het is een witte vaste stof die gedeeltelijk oplosbaar is in water.

## Farmacologie
AMPT remt de eerste stap van de biosynthese van catecholaminen: de hydroxylering van tyrosine. Een vermindering van catecholaminen en hun metabolieten zijn het gevolg van competitieve inhibitie van tyrosinehydroxylase. Een AMPT-dosis van 600 tot 4000 mg per dag veroorzaakt een afname van 20-79% van de totale catecholamines bij feochromocytoompatiënten. Het maximale effect (bij orale toegediening) vindt 48 tot 72 uur na toediening van het geneesmiddel plaats. De catecholamineproductie herstelt zich binnen 72 tot 96 uur na het stoppen van AMPT-inname.